# Serra Camaratuba
Serra Camaratuba är ett högland i Brasilien.   Det ligger i delstaten Pernambuco, i den östra delen av landet, 1 600 km nordost om huvudstaden Brasília.
Omgivningarna runt Serra Camaratuba är en mosaik av jordbruksmark och naturlig växtlighet. Runt Serra Camaratuba är det ganska tätbefolkat, med 104 invånare per kvadratkilometer.